# Kuje
Kuje est une ville et une zone de gouvernement local du Territoire de la capitale fédérale au Nigeria,.

## Source
- (en) Cet article est partiellement ou en totalité issu de l’article de Wikipédia en anglais intitulé « Kuje » (voir la liste des auteurs).